# Franco Andrea Dal Pino
Franco Andrea Dal Pino (Viareggio, 19 febbraio 1920 – Padova, 13 agosto 2015) è stato uno storico italiano, studioso della storia e della religiosità del Medioevo, tra i più autorevoli studiosi nel campo della ricerca sugli Ordini mendicanti.

## Biografia
Terminati gli studi teologici, ha conseguito il Dottorato in Scienze Storiche presso l'Università Cattolica di Lovanio. Ha svolto la sua attività di docente di discipline storico-ecclesiastiche presso la Pontificia facoltà teologica "Marianum" di Roma, indi come ordinario di storia della Chiesa medievale e dei movimenti ereticali  nell'Università della Calabria passando a quella di Padova, dove ha insegnato dal 1982 al 1995, contribuendo inoltre alla nascita  del primo dottorato di ricerca in una università statale  espressamente dedicato alla storia della chiesa e dei movimenti eterodossi medievali. Ha fatto parte dell'Istituto Storico dell'Ordine dei Servi di Maria, fondato nel 1959 con sede in Roma, per la cui fondazione ha operato e nell'ambito del quale ha ricoperto anche la carica di Presidente.
Inoltre è stato membro della Società Internazionale di Studi Francescani di Assisi e della Societas Veneta di storia religiosa di Padova, di cui è stato prima presidente e presidente onorario dal 2001 alla morte.
Tra i suoi allievi si ricordano gli storici dell'ordine dei Servi di Maria Davide M. Montagna, Pacifico M. Branchesi, di Raffaella Citeroni e di Odir J. Dias già archivista dei Servi.
Il 10 aprile 2010 si è tenuta una giornata di studio in suo onore, per i suoi 90 anni, presso il Centro Interdipartimentale di Studi Religiosi dell'Università degli Studi della Calabria.

## Attività di storico
Ambito privilegiato della sua ricerca sono gli Ordini mendicanti italiani nel medioevo, in merito ai quali ha prodotto contributi di notevole spessore critico, avviando un metodo di studio comparato che ha profondamente rinnovato gli studi sulla storia religiosa medievale italiana. Particolare attenzione ha dedicato alla storia dell'Ordine dei Servi di Maria, compiendo un lavoro di ricerca documentaria durato decenni e approdato a due monumentali opere, pubblicate nel 1972 (in tre volumi) e nel 1997 (raccolta di saggi già apparsi).

## Opere
È autore di oltre un centinaio di articoli su riviste scientifiche e atti di convegni, in Italia e all'estero. Tra i libri si ricordano:
- Un gruppo evangelico nella Firenze del Duecento, (Firenze 1969);
- I frati Servi di S. Maria delle origini all'approvazione (I-II, Louvain 1972);
- Bullarium Ordinis Servorum sanctae Mariae, I (Roma 1974);
- Spazi e figure lungo la storia dell'Ordine dei Servi di santa Maria (secc. XIII-XX) (Roma 1997). ISBN 8885876285
- Liturgia E Terapia: La Sacramentalita a Servizio Dell'uomo Nella Sua Interezza, a cura di Aldo N. Terrin, Franco Andrea Dal Pino, Edizioni Messaggero, ISBN 8825004133